# 1238 en santé et médecine
| Années de la santé et de la médecine : 1235 - 1236 - 1237 - 1238 - 1239 - 1240 - 1241    |
| Décennies de la santé et de la médecine : 1200 - 1210 - 1220 - 1230 - 1240 - 1250 - 1260 |

Cet article présente les faits marquants de l'année 1238 en santé et médecine.

## Événements

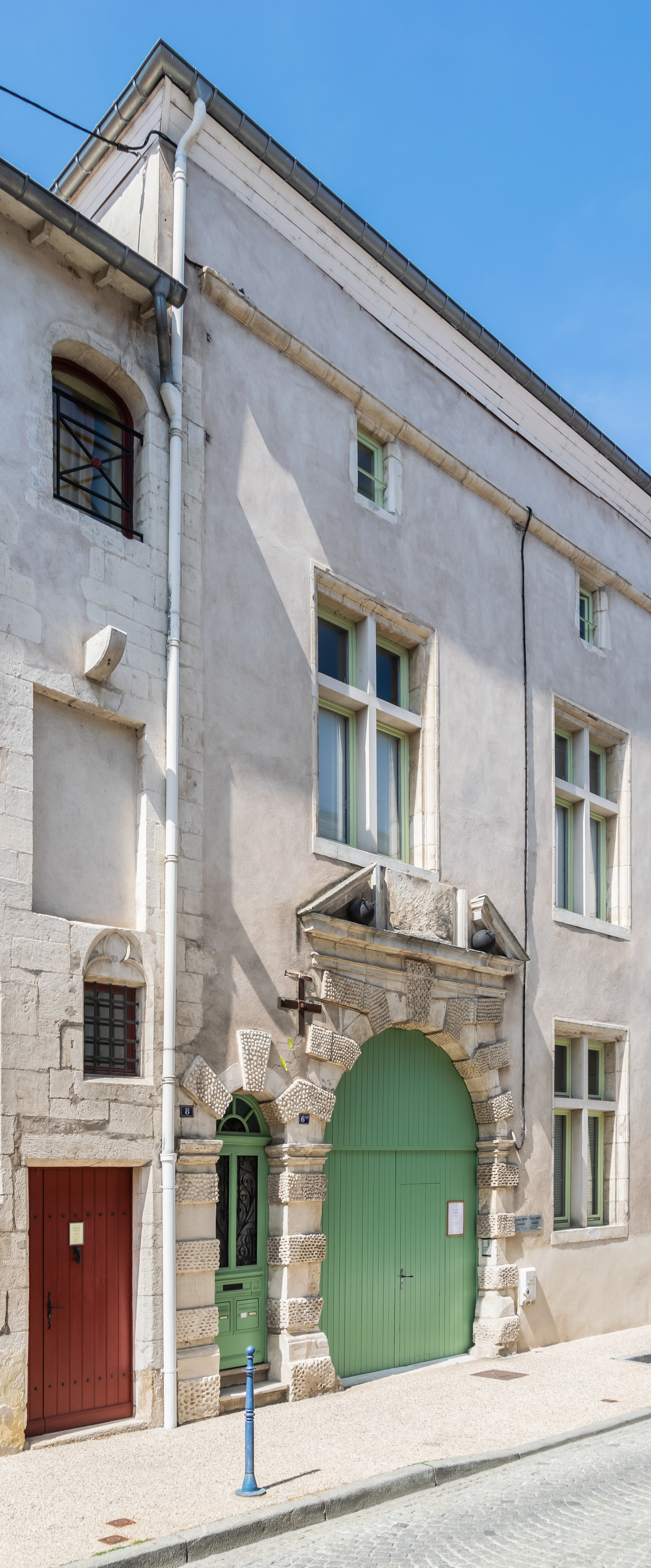
Hôtel de Pimodan
dépendance de l'hôpital
du Saint-Esprit de Toul

- Février : à Gray, un seigneur donne une maison au recteur de Besançon pour en faire un hôpital[1].
- L'utilisation médicale du khat[2] est attestée pour la première fois, par l'ordonnance d'« un médecin arabe [qui] en prescrivit à des soldats pour prévenir la faim et la fatigue[3] ».
- Après avoir soumis en 1230 le droit d'exercer la médecine à une année d'étude de l'anatomie avec dissection[4], l'empereur Frédéric II, ordonne qu'une dissection soit pratiquée tous les cinq ans, en public, à l'école de Salerne[5].
- Fondation à Toul, en Lorraine, par le maître-échevin Nemery Barat, de l'hôpital de la Charité, dit hôpital des Bourgeois, confié aux chanoines réguliers du Saint-Esprit et qui est à l'origine de l'hôpital général devenu centre hospitalier Saint-Charles encore en activité aujourd'hui[6].

## Personnalité
- À partir de 1201 et avant le 28 mars 1238 : fl. Ptolomeus, médecin à Lausanne[7].

## Naissance
- Vers 1238 : Luo Zhiti (mort en 1325 ou 1327), médecin chinois, maître de Zhu Zhenheng[8],[9].
- Entre 1238 et 1240 : Arnaud de Villeneuve (mort en 1311), médecin, alchimiste, théologien et astrologue catalan[10].

## Décès
- Avant 1238 : Pierre, dit l'Inciseur, chirurgien à Lausanne ou Vufflens[7].
- Après 1238 et  avant 1510 : Petrus de Canali, barbier, domicile inconnu,  probablement mort à Lausanne[7].